# Кулагівка
Кулагі́вка — пасажирський залізничний зупинний пункт Куп'янської дирекції Південної залізниці.
Розташований на півночі міста Куп'янськ (поруч ВАТ «Куп'янський цукровий комбінат» та селище Цукрозавод), Куп'янський район, Харківської області на лінії Тополі — Куп'янськ-Вузловий між станціями Заоскілля (5 км) та Мовчанове (5 км).
Станом на травень 2019 року щодоби чотири пари приміських електропоїздів здійснюють перевезення за маршрутом Тополі — Куп'янськ-Вузловий.